# Església de Sant Pere (Fuentes Claras)
Sant Pere és una església a Fuentes Claras (Província de Terol, Espanya).

## Descripció
La referència més remota del temple és de l'any 1567, quan el visitador arquebisbal va manar que el sòl fos enrajolat. El temple va ser construït en maçoneria i pedra picada i està situat sobre les ruïnes de l'antiga ciutadella militar, construïda al segle xiv. Presenta una única nau de tres trams i capelles entre contraforts. La coberta és de creueria estrellada amb volanderes de fusta policromada del segle xvii i la capçalera és poligonal, coberta amb la mateixa volta que el tram adjacent de la nau major.
La portada de l'edifici és senzilla, de dos cossos. És diferent a les habituals de l'època i seria producte d'una reforma posterior. Al costat esquerre de la portada es pot apreciar la inscripció Año 1663 / se plantó la olma. Des de data immemorial la portada estava flanquejada per dos oms centenaris (las olmas). Tots dos van ser atacats per una malaltia i, després de consulta popular, tallats en 1989 i substituïts per arbres joves.
Al lateral dret es troba una petita construcció que dona accés a l'espai del cementiri antic, del qual encara es conserva el mur de carreus que voreja aquest costat del temple.
La torre presenta dos cossos de pedra. El 1699 va ser coronada amb un nou chapitel, construït pel mestre d'obres Juan Antonio Aparicio, originari de Madrid. Per això el temple presenta una estètica barroca castellana, totalment diferent a la de la resta de temples religiosos de l'època a la comarca.

## Elements destacables
De començament del segle xvii és el retaule de la Mare de Déu del Rosari, en el qual devia treballar l'escultor navarrès Miguel Sanz (m. 1623). De la mateixa època és un retaule manierista, amb imatges de Santa Anna i Sant Bartomeu. Al seu costat, al costat de l'epístola, es conserven les imatges divuitesques de Santa Llúcia, Sant Fabià i Sant Sebastià.
Entre les escultures que guarda en el seu interior destaca al costat de l'evangeli el bust de Santa Anna, la Verge i el Nen, del segle xvi.
El temple també guarda una rellevant col·lecció d'orfebreria, amb peces gòtiques com una crismera de l'finals del segle xv, dues creus processionals del XVI, destacant una realitzada a Daroca de forta arrel gòtica, a més d'un calze renaixentista i una custòdia barroca del segle xvii.
Pel que fa a l'òrgan de tubs va ser construït en 1724 pel mestre orguener navarrès Bartolomé Sánchez (m. 1743).